# Ньотайморі
Ньотайморі (яп. 女体盛り, «сервірування на жіночому тілі») — японська практика подачі суші та інших страв японської кухні на оголеному тілі жінки.
Нантайморі (яп. 男体盛り, «сервірування на чоловічому тілі») — чоловічий еквівалент ньотайморі.

## Історія
Вважається, що практика подачі їжі на оголеному тілі бере свій початок у період Едо в Японії. Традиція ньотайморі виникла у префектурі Ісікава і продовжує там існувати. Кухар Майк Кінан стверджує, що ця практика виникла в епоху самураїв: у закладах із гейшами ньотайморі подавали після великих військових перемог. Потім традиція набула поширення і в інших префектурах Японії. Ньотайморі набуло популярності серед якудза.
Традиція здобула широку популярність за межами Японії, її можна зустріти в багатьох країнах світу.

## Порядок та деталі

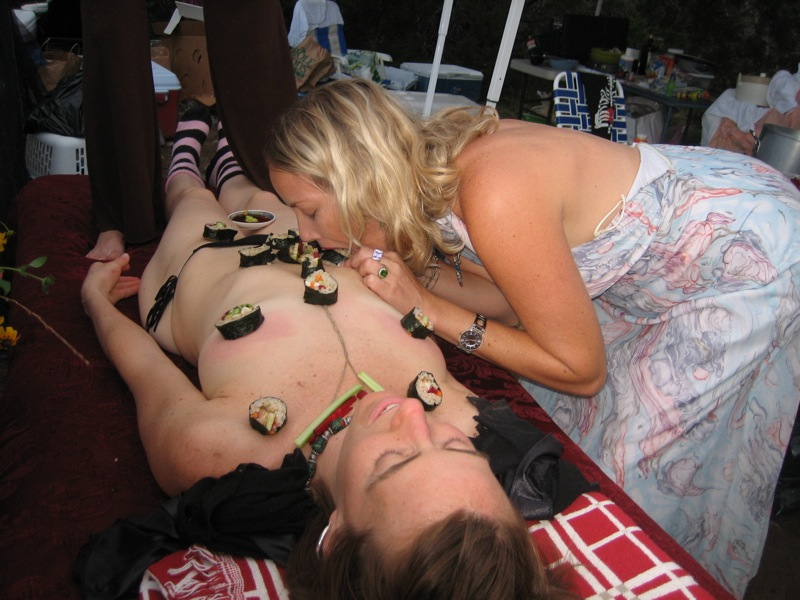
Гостя поїдає роли з тіла моделі

У культурі Японії ньотайморі вважається формою мистецтва. Традиційно жінка повинна лежати нерухомо весь час трапези і не розмовляти з гостями. Суші розкладають на її тілі на листі, щоб запобігти контакту шкіри з рибою. Як правило, їжу кладуть на плоскі ділянки тіла, з яких вона не скотиться.
Намагатися розмовляти з моделями не рекомендується. Неприпустимі жести або коментарі про модель також не допускаються. Відвідувачам дозволяється брати суші лише паличками для їжі, вони не мають права торкатися тіла жінки. У деяких закладах дозволено поїдання ролі прямо з сосків моделі.

## Критика
Критики вважають що це жорстока, принизлива, занепадницька і сексуально об'єктивуюча традиція. Оглядачка Guardian Джулі Біндел зазначала, що жінка, яку вона бачила на ньотайморі в Лондоні, на її думку, виглядала «як труп, що лежить у морзі, чекає розтину».
У деяких країнах ньотайморі законодавчо заборонено. У 2005 році Китай заборонив ньотайморі на голих тілах, виходячи з міркувань громадського здоров'я та питань моралі. У Гонконгу організатори заходу з ньотайморі зустріли негативну реакцію громадськості, їх звинувачували у «спробі виправдати сексизм мистецтвом».
Вечірку з нагоди дня народження південноафриканського підприємця Кенні Кунене, що проходила 21 жовтня 2010 року, на якій був присутній президент Молодіжної ліги Африканського національного конгреса Звелинзіми Ваві Джуліус Малема, розкритикував генеральний секретар Конгресу і це призвело до політичного скандалу. Жіноча ліга Африканського національного конгреса засудила ньотайморі на вечірці Кунене як зазіхання на фізичну недоторканність та гідність жінок у Південній Африці.